# Trigonocidaridae
Famille
Les Trigonocidaridae forment une famille d'oursins (échinodermes) au sein de l'ordre des Camarodonta.

## Caractéristiques
Ce sont des oursins dits « réguliers », caractérisés par un test (coquille) rond couvert de radioles (piquants) réparties sur tout le corps. La bouche se situe au centre de la face orale (inférieure), et l'anus à l'opposé, au sommet de l'apex de la face aborale.
Ces oursins sont caractérisés par un péristome pourvu d'encoches buccales extrêmement réduites (ce qui les distingue clairement des Temnopleuridae), un disque apical presque toujours dicyclique, et un périprocte presque rond, pourvu de plaques suranales bien distinctes. Les ambulacres sont trigéminés, avec des tubercules primaire de même taille que ceux des interambulacres. Ceux-ci sont non perforés, et presque pas crénulés. Les sutures du test ne sont pas en relief, mais celui-ci porte quand même quelques ornementations.
Cette famille est apparue au Crétacé supérieur (Turonien).

## Liste des genres
Selon World Register of Marine Species (3 février 2014) :
- genre Asterechinus Mortensen, 1942 -- 1 espèce
- genre Cryptechinus Philip, 1969 †
- genre Desmechinus H.L. Clark, 1923 -- 3 espèces
- genre Genocidaris A. Agassiz, 1869 -- 2 espèces
- genre Goniosigma Fell, 1964 †
- genre Grammechinus Duncan & Sladen, 1885 †
- genre Hypsiechinus Mortensen, 1903 -- 1 espèce
- genre Javanechinus Jeannet, in Lambert & Jeannet, 1935 †
- genre Leptopleurus Lambert & Thiéry, 1914 †
- genre Monilechinus Pereira, 2010 †
- genre Ortholophus Duncan, 1887 †
- genre Prionechinus A. Agassiz, 1879 -- 4 espèces (actuelles)
- genre Scolechinus Lambert, in Lambert & Thiéry, 1925 †
- genre Trigonocidaris A. Agassiz, 1869 -- 10 espèces
- genre Arbacina Pomel, 1869 †

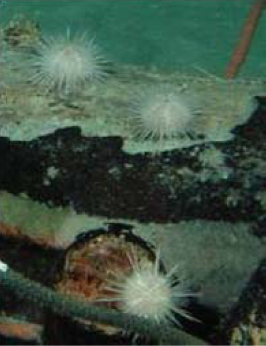
Asterechinus elegans
Desmechinus versicolor
Hypsiechinus coronatus
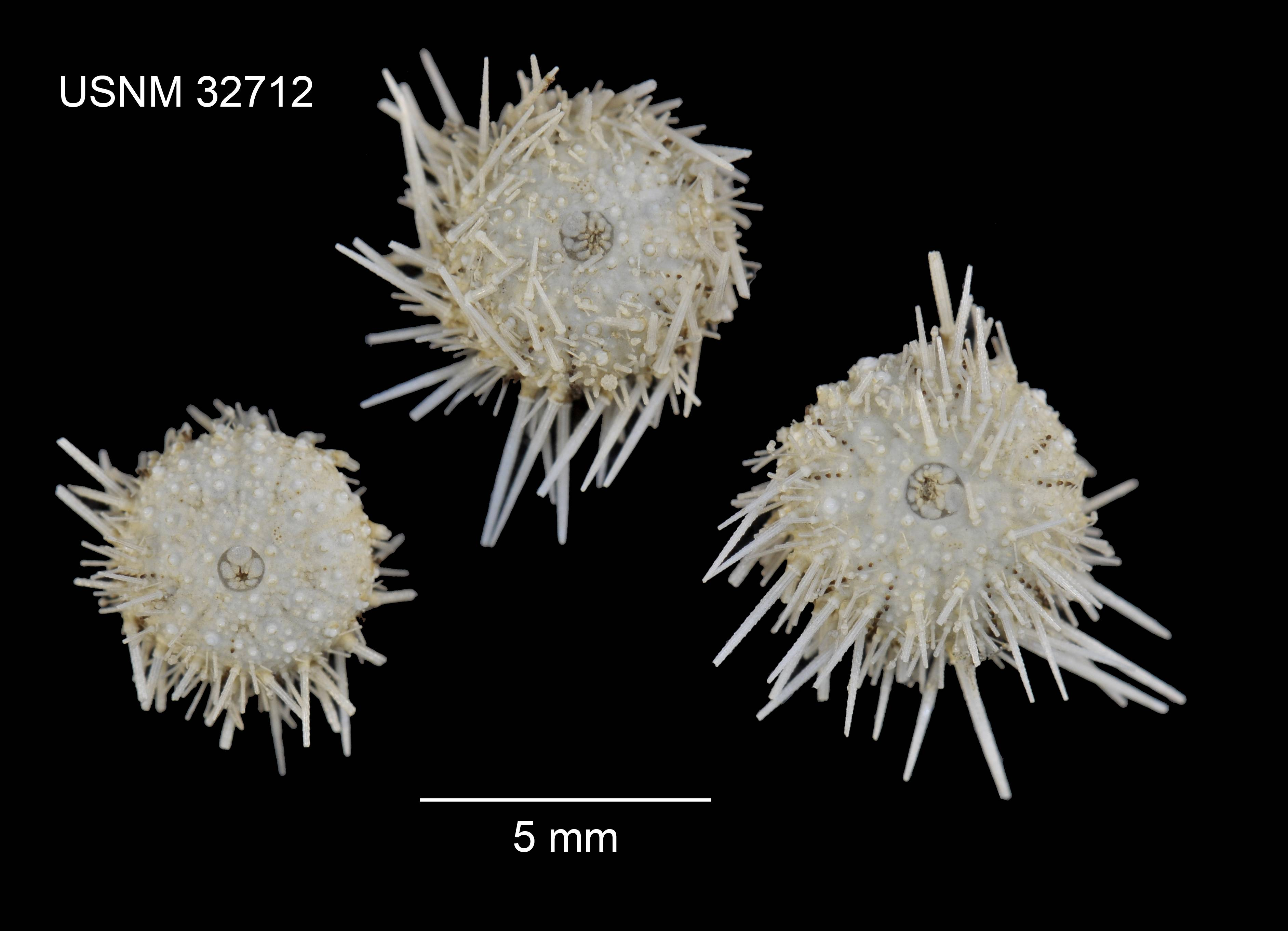
Prionechinus sculptus
Trigonocidaris micropora